# Jogo de bola mesoamericano

O jogo de bola mesoamericano era um desporto com associações rituais jogado ao longo de mais de 3000 anos pelos povos da Mesoamérica em tempos pré-colombianos. Uma versão moderna do jogo chamada ulama continua a ser jogada em alguns locais pelos habitantes ameríndios. Os campos de jogo de bola pré-colombianos têm sido encontrados desde o Arizona até à Nicarágua e também em várias ilhas do Caribe como Cuba e Porto Rico, o que denota bem a popularidade deste desporto americano. Apesar de poder ser jogado casualmente como simples recreação, inclusivamente por mulheres e crianças, o jogo tinha também importantes aspectos rituais, e grandes jogos formais eram acontecimentos rituais..

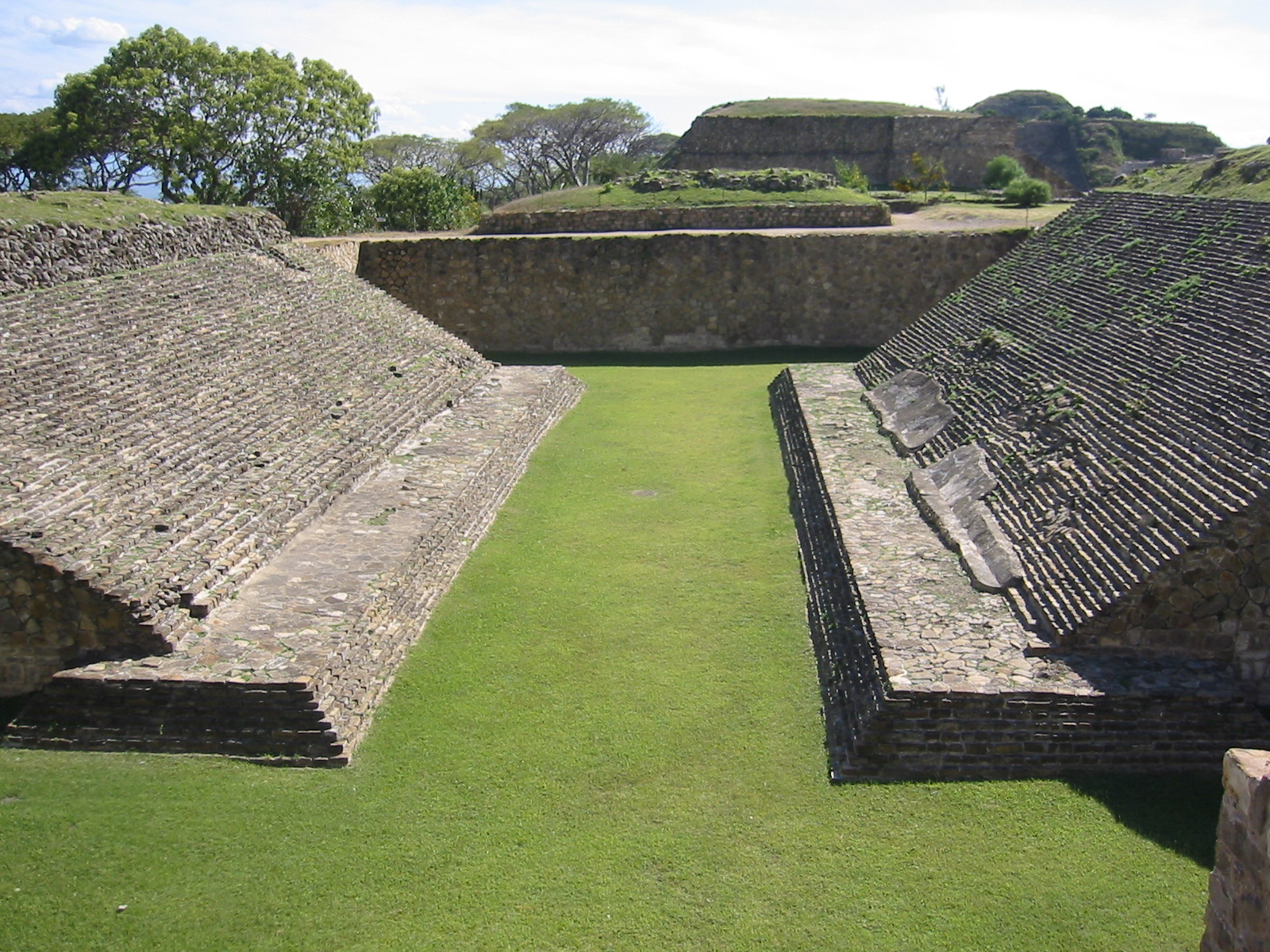
Campo de jogo de bola de Monte Alban.

## Origens

Mapa mostrando os locais onde foram encontrados os mais antigos campos de jogo, bolas e figuras

O jogo de bola mesoamericano é pelo menos tão antigo como a civilização olmeca. De fato, o nome que os astecas davam aos olmecas, olmeca, significa povo borracha (do nauatle ulli, "borracha"), pois atribuíam a origem do jogo de bola a este povo antigo. Uma dúzia de bolas de borracha, com diâmetros entre 10 e 20 cm, foram encontradas em El Manatí, um local sacrificial olmeca. As bolas mais antigas, que são também as menores, datam de 1600 a.C.. Estas bolas de borracha foram encontradas juntamente com outras oferendas rituais, indicando que mesmo em tempos tão remotos, o jogo já tinha conotações religiosas e rituais.
O campo de jogo de bola mais antigo que se conhece, em Paso de la Amada, data de aproximadamente 1400 a.C.. Com aproximadamente 80 m de comprimento e 8 metros de largura, está situado entre dois montículos paralelos com bancadas de 2,50 m de profundidade e 30 cm de altura, dispostas segundo o comprimento dos montículos.
Um campo de jogo de bola rudimentar foi também descoberto no sítio olmeca de San Lorenzo Tenochtitlán e existem provas significativas na forma de trabalhos artísticos olmecas. Durante escavações efetuadas em San Lorenzo foram ainda encontradas figuras de jogadores de bola, datadas por carbono 14 como sendo de 1250 a.C. a 1150 a.C.. Estas figuras encontram-se "vestidas" com cintos acolchoados e com faixas acolchoadas nos braços e pernas. Foram também encontradas figuras de jogadores femininos usando proteções almofadadas no abdômen e pernas. Juntamente com estas figuras, foram encontradas peças relacionadas com a iconografia do milho, sugerindo uma associação entre o jogo de bola e rituais de fertilidade
Pouco tempo depois da conquista dos astecas pelos espanhóis em 1521, o próprio Hernán Cortés levou para a Espanha uma equipa de jogadores de bola mexicas com o seu equipamento. Ali levaram a cabo jogos de exibição para a corte espanhola. Além de fascinados com os visitantes exóticos, os europeus ficaram maravilhados com as bolas de borracha saltitantes.

## O jogo

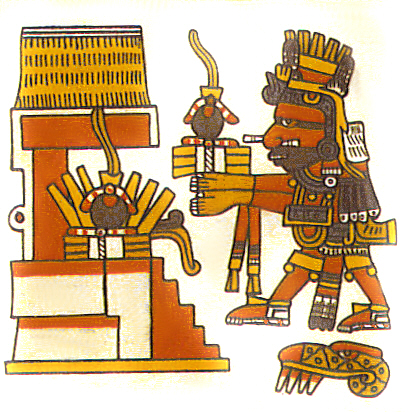
Neste detalhe do Códice Bórgia, o deus asteca Xiuhtecuhtli leva ao templo como oferenda uma bola de borracha. Cada uma das bolas de borracha está decorada com uma pena de quetzal, parte da oferenda.

Como seria de esperar de um jogo praticado por tanto tempo por várias nações diferentes, os detalhes do jogo variaram com o tempo e local, e desta forma o jogo de bola mesoamericano pode ser melhor entendido como uma família de jogos semelhantes entre si. Algumas versões do jogo eram disputadas entre dois indivíduos, outras entre duas equipas.

### A bola
As provas arqueológicas sugerem que a borracha já era utilizada na Mesoamérica durante o período pré-clássico inicial (1600 a.C.). À época da conquista espanhola era exportada borracha das zonas tropicais para toda Mesoamérica. A iconografia sugere que apesar de existirem variados usos para a borracha, as bolas de borracha tanto para oferendas como para serem utilizadas em jogos de bola rituais, eram os principais produtos fabricados com aquele material. Bolas de borracha solidificada eram queimadas frente a imagens de divindades e no interior de pirâmides e santuários. Para além do simbolismo antes referido, as bolas de borracha eram símbolos de fertilidade, pois tanto os astecas como os maias comparavam o látex que fluía do interior da árvore ao sangue e ao sémen.
O jogo de bola disputava-se utilizando uma bola de borracha endurecida feita a partir de látex obtido da árvore da borracha (Castilla elastica) nativa das áreas tropicais do sul do México e da América Central. O látex era transformado em borracha após ser misturado com seiva de Ipomoea alba.
A mais antiga bola de borracha que se conhece foi descoberta no sítio olmeca de El Manatí, Veracruz, México.

### O campo de jogo

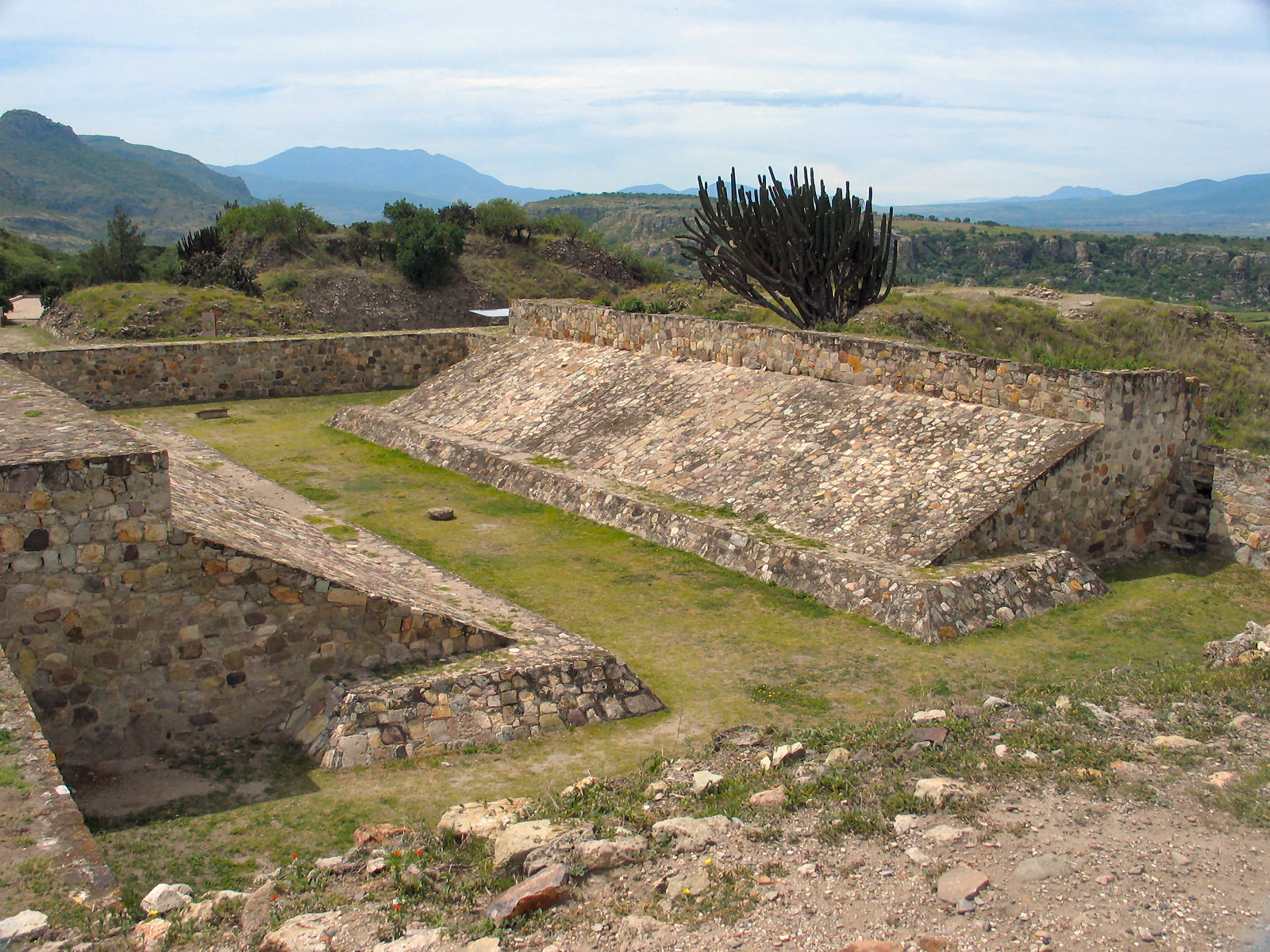
Campo de jogo de bola de Yagul, considerado o segundo maior da Mesoamérica

Os campos de jogo, em especial aqueles situados nas principais cidades maias do clássico tardio, eram espaços públicos utilizados para diversos acontecimentos culturais da elite e para atividades rituais como atuações musicais e festivais, e claro, o jogo de bola. Muitas vezes as representações pictóricas mostram músicos atuando nas partidas de jogo de bola. As representações de jogadores mascarados sublinha os aspectos dramático e ritual do jogo de bola e a sua ligação com outras formas de drama que poderiam ter lugar no campo de jogo, conforme o sugerido pelos murais pintados de Bonampak, por exemplo.
A maioria dos campos de jogo de bola tinham forma de I, com uma zona central comprida e estreita, flanqueada por paredes inclinadas (no período clássico) ou com degraus (no pós-clássico), estucadas e pintadas com cores fortes. As extremidades do campo de jogo aparentemente suportavam estruturas temporárias onde os espectadores se sentavam. Estima-se que o tamanho médio dos campos de jogo fosse 36.5 por 9 metros, apesar de existir uma grande variabilidade. O maior de todos os campos de jogo conhecidos é o campo principal de Chichén Itzá, com 168 metros de comprimento e 70 de largura, maior que um campo de futebol.
O campo ou quadra de jogo onde se disputavam as partidas, eram designados das seguintes formas em diferentes regiões da Mesoamérica:
- Língua maia clássica: pitz
- Língua maia k'iche':chaaj
- Náuatle - tlachtli
- Povos do México Central: tlaxtli
- Sinaloa - ollama

O jogo propriamente dito era designado poc-ta-tok na língua iucateque e a acção do jogo Ti Pitziil em maia clássico.
Por toda a Mesoamérica foram construídos campos de jogo utilizados ao longo de muitas gerações, com formas e tamanhos variáveis. Alguns locais tinham múltiplos campos de jogo, outros apenas um. Podem ser encontrados na grande maioria dos principais sítios arqueológicos mesoamericanos, apesar de notavelmente se encontrarem ausentes de outros, como Teotihuacan.
Entre os locais com campos de jogo bem preservados incluem-se: Tikal, Yaxha, Copán, Iximche, Monte Albán, Yagul, Uxmal, Mixco Viejo, Zaculeu e Chichén Itzá.

### Objetivos do jogo
O objetivo do jogo era enviar a bola para o lado do campo defendido pelo adversário; na época pós-clássica, o objetivo principal era enviar a bola através de um de dois aros verticais colocados um de cada lado do campo de jogo, na linha média do mesmo. O aro surgiu inicialmente nas terras baixas do norte da Área Maia durante o pós-clássico. Cada jogador tinha muitas vezes um colega de equipa diretamente atrás dele (ou dela), em apoio. Na versão mais comum do jogo, a bola era atirada à mão para o campo, e a partir desse momento os jogadores apenas podiam bater a bola de um lado para o outro do campo com as coxas, ancas e braços (sem chutar ou agarrar com as mãos) e através dos aros colocados nas paredes laterais do campo. Em algumas versões do jogo, os pés eram usados como no futebol atual. Noutras eram usados bastões, pás ou raquetes. Não existem testemunhas do jogo de bola praticado pelos maias do período clássico, mas talvez o jogo praticado pelos astecas e testemunhado pelos espanhóis no século XVI possa ser comparável. No jogo de bola asteca perdia pontos o jogador ou equipa que deixasse a bola tocar no solo mais que uma vez antes de a enviar de volta ao meio-campo adversário, que deixasse a bola sair do campo, ou que falhasse na tentativa de fazer a bola (com 3 a 4 kg de peso) atravessar os aros colocados em cada parede lateral. Na Área Maia existem aros semelhantes, alguns dos quais bastante altos, como em Chichén Itzá, onde se encontram a 6 metros do solo.

### Os jogadores
Os jogadores utilizavam proteções acolchoadas feitas de algodão, provavelmente recheadas com algodão por fiar, enroladas à volta de placas provavelmente feitas de madeira colocadas à cintura, mas certamente não feitas de pedra como as encontradas em alguns locais. Cabeças esculpidas, e muitas vezes cabeças troféu, eram cravadas nas placas de madeira, como mostra uma figura de cerâmica de um jogador do clássico tardio usando uma placa com uma cabeça de pássaro esculpida. Peles de veado pintadas com cores garridas eram usadas à volta das ancas proporcionando proteção adicional. Além destas proteções, os jogadores utilizavam também almofadas nos joelhos e proteções nas pernas e antebraços. Em certas ocasiões, os jogadores usavam elaborados ornamentos de cabeça, muitas vezes retratados em vasos de cerâmica pintada. Alguns dos jogadores mascaravam-se, como Yax Pac de Copán, sublinhando a importância ritual do jogo de bola.
Tratava-se de um jogo extremamente violento. Ocorriam frequentemente ferimentos graves infligidos quer pela bola densa e pesada quer por outros jogadores e as mortes eram relativamente comuns. Algumas contusões sofridas durante o jogo eram tão severas que tinham que ser lancetadas de forma a extrair o sangue acumulado. Isto seria certamente significativo nos rituais de sacrifício e sangria que acompanhavam o jogo de bola asteca. Não se sabe se era permitido o contacto físico entre os jogadores.

### Rituais de sangue
Em algumas ocasiões as cerimónias pós-partida incluíam o sacrifício do capitão e de outros jogadores da equipa derrotada. A associação do jogo com o sacrifício e a morte era particularmente vincada na costa do golfo. O crânio de um perdedor podia ser utilizado como o núcleo à volta do qual se fazia uma nova bola. Os sacrifícios humanos tornaram-se um desfecho comum para as partidas de jogo de bola, particularmente nos campos de jogo reais de cidades poderosas. Os nobre maias do clássico tardio eram ao mesmo tempo guerreiros e jogadores de bola. Um degrau duma escadaria hieroglífica em Yaxchilan, por exemplo, mostra o rei Pássaro Jaguar derrotando um prisioneiro de guerra no jogo de bola, e existe uma referência escrita a um prisioneiro de guerra num altar de Tikal. Os prisioneiros de guerra jogavam à bola com os vitoriosos, com um desfecho pré-determinado. Após o jogo, que constituía uma reconstituição ritual da derrota de uma cidade-estado, os cativos eram muitas vezes decapitados ou os seus corações eram arrancados num sacrifício de sangue. As paredes do principal campo de jogo de bola de Chichén Itzá, retrata equipes adversárias, com o líder da equipe vencedora segurando a cabeça decapitada do líder adversário, que se encontra de joelhos com sangue em forma de serpentes jorrando do seu pescoço.

## O jogo de bola maia

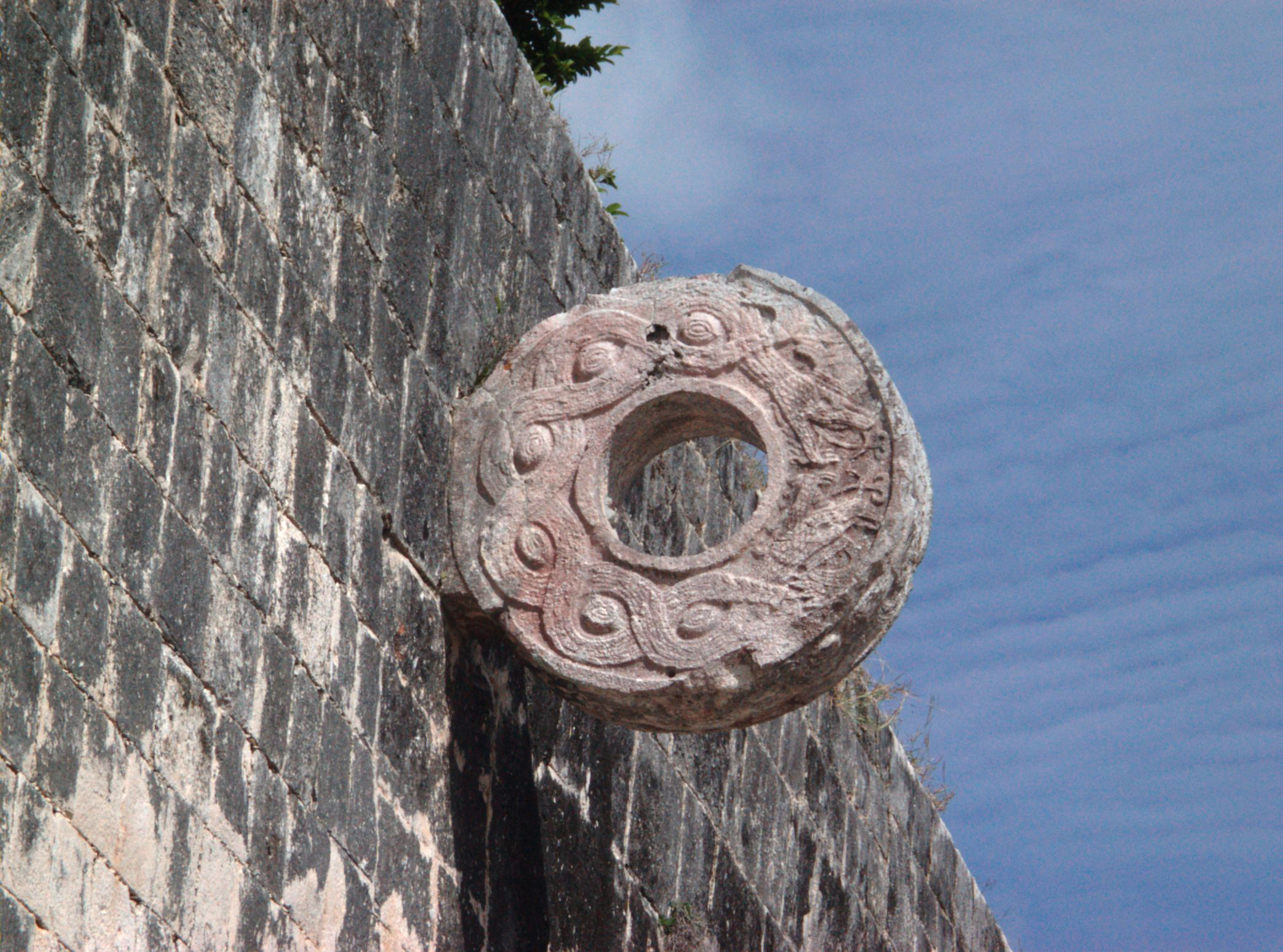
Um aro de campo de jogo de bola, Chichén Itzá

Os maias chamavam ao jogo de bola pitz, e a ação de jogar Ti Pitziil em Maia Clássico. A sua associação à mitologia era central para a crença religiosa maia. O mais antigo campo de jogo datado com precisão foi encontrado em Nakbé, Petén, na Guatemala, remontando a 500 a.C. [carece de fontes?].
O número de jogadores ou pitziil variava de 2 a 5 por equipe, e aqueles utilizavam proteções na cabeça (pix'om), ancas (tz'um), joelhos e cotovelos (kipachq'ab'), feitas de pele de jaguar ou veado. As partes corporais referidas eram as únicas a poder entrar em contacto com a bola (kid), feita de uma mistura de látex e de seiva de uma dama-da-noite (Ipomoea alba), cujo diâmetro variava entre 25 a 30 cm e o peso entre 1.5 a 3 kg no período clássico.
Jogar o jogo de bola era participar na manutenção da ordem cósmica do universo e regeneração ritual da vida. Era um jogo de sorte, perícia e batota refletindo a vida. O esforço de equipa levava à partilha de comportamento e cultura, apresentando, reforçando e reinventando o jogo da vida e o lugar de cada um na ordem cósmica. Nos tempos do clássico tardio, o jogo de bola estava ritualmente associado às guerras endémicas entre as várias cidades-estado da época. O sucesso da conquista militar era recriado num jogo de bola público e ritual, em que prisioneiros de guerra de alta patente eram derrotados e sacrificados. Por vezes eram mantidos presos, torturados e em exibição pública durante anos antes de serem sacrificados.

### Relação com a mitologia e religião maias
O Popol Vuh define a importância do jogo de bola maia muito para além de um mero desporto. Fornece ainda importantes analogias para a interpretação do jogo de bola desde uma perspectiva mitológica. As primeiras aventuras relacionadas com o jogo de bola estabelecem a relação entre as pessoas e os deuses. A história começa com o pai e tio dos Gémeos Heróis, Hun Hunahpu e Vucub Hunahpu, filhos dos velhos deuses Ixpiacoc e Ixmucané. Os senhores de Xibalba, o inframundo, aborreceram-se com o ruído produzido por Hun Hunahpu e Vucub Hunahpu enquanto jogavam. O campo de jogo situa-se na orla oriental da Terra próximo do grande abismo. Os senhores principais de Xibalba, Um Morte e Sete Morte, enviam corujas para atrair os dois irmãos a jogarem no campo de Xibalba, situado na orla ocidental do inframundo. Os irmãos adormecem durante a viagem e acabam por ser sacrificados pelos senhores de Xibalba, sendo sepultados no solo do campo de jogo de bola. Esta história relaciona a prática do jogo de bola com os sacrifícios. Hun Hanahpu é decapitado e a sua cabeça colocada numa planta de fruto, que dá cabaças pela primeira vez. Isto está também relacionado com a proeminência de cabeças decorativas de animais e aves usadas como enfeites da cabeça.
A história continua após o nascimento dos Gémeos Heróis, Hunahpu e Ixbalanqué. Encontram o equipamento de jogo de bola na casa de seu pai e começam a jogar, aborrecendo novamente os deuses de Xibalba. Ao contrário de seu pai e tio, os gémeos sobrevivem a várias provas difíceis, com a ajuda de um mosquito (que morde as mãos dos deuses de Xibalba, obrigando-os a revelarem-se aos rapazes). Eventualmente, os gémeos acabam por defrontar os deuses de Xibalba numa partida de jogo de bola. Mais tarde, enganam os senhores de Xibalba, levando-os a pensar que estão mortos, após saltarem para um caldeirão de sopa. Milagrosamente, os gémeos renascem como peixes-gato, regressam à sua forma humana e efetuam falsos sacrifícios em que a vítima supostamente ressuscita. Quando dois dos deuses de Xibalba, Um Morte e Sete Morte, se oferecem para um destes falsos sacrifícios, os gémeos enganam-nos e levam a cabo um sacrifício verdadeiro. Os gémeos poupam as vidas dos restantes deuses de Xibalba, mas dizem-lhes que a partir desse momento apenas lhes poderão ser oferecidos sacrifícios de sangue de animais e seiva de cascarilha e que apenas podem incomodar as pessoas da Terra que sejam fracas ou que tenham alguma culpa. Os gémeos não conseguem fazer reviver o seu pai e deixam-no enterrado no campo de jogo de Xibalba. Por esse motivo, as palavras para campo de jogo e cemitério são sinónimos. Os campos de jogo tornaram-se para sempre ritualmente ligados com a morte. O campo de jogo tornou-se um local de transição, um estádio entre a vida e a morte. Ao longo da linha central do campo, eram colocadas gravuras de cenas míticas do jogo de bola, usualmente limitadas por um quadrifólio, que marcava uma entrada de um portal de acesso a outro mundo. Uma lição que se pode obter do Popol Vuh é a de que jogar o jogo de bola pode ser mortal e que a batota pode ser a única forma de superar os adversários.

#### O grande campo de jogo de bola de Chichén Itzá

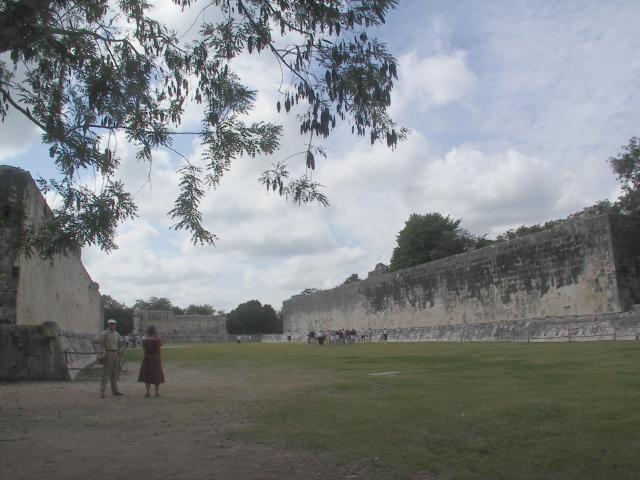
O grande campo de jogo de bola de Chichén Itzá

O jogo aparece em vários mitos, às vezes como a luta entre os deuses do dia e da noite, ou as batalhas entre deuses do céu e senhores do inframundo. A bola simbolizava o Sol, Lua ou estrelas, e os aros significavam nascer do sol e pôr do sol ou equinócios. Com o aparecimento da cultura maia, o significado do jogo de bola ritual torna-se mais evidente. Foram dedicados muito tempo e energia à construção de campos de jogo de bola. Estes campos eram considerados portais para o inframundo maia, e eram construídos em zonas baixas ou aos pés de grandes construções verticais. O Grande Campo de Jogo de Bola de Chichén Itzá é o maior da Mesoamérica. Uma gravura em seis painéis de Chichén Itzá, mostra uma cena do Popol Vuh, indicando o significado cosmológico do jogo de bola na ideologia maia.

#### Outros vestígios maias
Evidências adicionais sobre o jogo de bola maia aparecem em pinturas de vasos maias. Muitas vezes estes vasos são pintados com cenas do jogo de bola ritual. Os jogadores são mostrados usando proteções nos braços e joelhos e muitas vezes também são mostrados usando decorações elaboradas na cabeça, indicando a sua elevada posição e explicando o lugar dos homens no mundo.

## O jogo de bola asteca
A versão asteca do jogo de bola é chamada ullamaliztli. As cidades astecas, como outras cidades mesoamericanas, tinham normalmente vários campos de jogo de bola chamados tlachtli. Na capital asteca, Tenochtitlan, o principal campo de jogo de bola era chamado teotlachco ("no campo de jogo de bola sagrado") - aqui eram efetuados importantes rituais nos festivais do mês Panquetzaliztli, incluindo sacrifícios humanos de quatro cativos em honra de Huitzilopochtli e do seu arauto Paynal.
Para os astecas o jogo de bola tinha também um significado religioso, mas onde os maias viam uma batalha entre os senhores do inframundo e os seus adversários terrenos, os astecas viam uma batalha entre as forças da noite lideradas pela lua e estrelas representadas pela deusa Coyolxauhqui e os seus filhos Centzonuitznaua, e o sol personificado por Huitzilopochtli. Mas para além de ter um importante significado religioso e ritual, para os astecas o jogo de bola era também um passatempo, jogado como forma de recreio e por todas as classes da sociedade asteca.
Os jovens astecas aprendiam a jogar na escola calmecac, e os melhores podiam tornar-se famosos ao ponto de poderem jogar profissionalmente. As partidas eram disputadas em diferentes bairros e mercados da cidade, muitas vezes acompanhadas de jogos de apostas em grande escala. Diego Durán mencionou que "sempre que os nobres astecas jogavam, apostavam joias, escravos, pedras preciosas, mantos e trajes de guerra e mesmo roupas e adereços para senhoras". Também os espectadores faziam apostas, e mesmo esposos ou filhos podiam ser apostados.
Também os senhores astecas jogavam à bola. Numa famosa partida descrita por Ixtlilxochitl, o governante asteca Axayacatl defrontou o governante de Xochimilco, de seu nome Xihuiltemoc. Apostando a posse de um lago e de um mercado em Tenochtitlan contra um jardim de flores em Xochimilco Axayacatl foi derrotado. No entanto, quando enviou os seus emissários para pagarem a dívida, eles assassinaram o senhor de Xochimilco, pois apenas desse modo poderia o senhor asteca salvar a sua honra.

A palavra nauatle para o jogo era ōllamaliztli (frequentemente ullamaliztl), derivada da palavra ōlli (borracha) e do verbo ōllama (jogar à bola) e a bola propriamente dita era chamada ōllamaloni. Uma vez que a árvore da borracha não existia nas terras altas do império asteca, os astecas obtinham bolas e borracha como parte dos tributos das regiões das terras baixas onde era cultivada - por exemplo em Veracruz. O códice Mendocino refere 16 000 como sendo o número de pedaços de borracha virgem importados a cada seis meses para Tenochtitlan desde as províncias do sul, mas nem toda a borracha era consumida no fabrico de bolas.
Em 1528 Hernán Cortés enviou um grupo de ōllamanime (jogadores de bola), para a Espanha, para se apresentarem perante Carlos V, onde foram desenhados por Christophe Weiditz.

## O jogo de bola e a arte
O jogo de bola e os seus praticantes são um tema recorrente na arte mesoamericana. Vasilhas usadas no consumo ritual de cacau estão muitas vezes decoradas com cenas detalhadas de campos de jogo de bola e jogadores vestidos com o equipamento completo. A noz de cacau simboliza um coração humano pois encontram-se igualmente divididos em vários câmaras. A bebida preparada a partir da noz de cacau é escura e espessa como o sangue, sendo consumida em cerimónias rituais. Por outro lado, as nozes de cacau eram usadas como moeda. Pensa-se que os sacrifícios efetuados após um jogo de bola ritual eram tentativas de apaziguar os deuses e assegurar a fertilidade e abundância económica. As bolas de borracha utilizadas no jogo de bola têm também um simbolismo económico, pois a borracha utilizada na sua produção era também fulcral na sua economia comercial. Estas vasilhas estão muitas vezes decoradas com glifos ao longo dos bordos.
Algumas das mais famosas figuras de cerâmica representando jogadores de bola, são os chamados "figurinos emparelhados" encontrados em Jaina, México datados de 600 a 900 a.C. Foram encontrados juntos durante escavações na ilha de Jaina no início da década de 1960. Estes figurinos de jogadores de bola funcionavam juntos como um par. Cada um deles pode baixar-se sobre o joelho esquerdo e puxar o braço atrás, podendo ser facilmente colocados de forma a ficarem em jogo perpétuo, com a bola na cabeça do observador. O produtor destes figurinos dedicou grande atenção aos detalhes das vestes dos jogadores. Tecidos de proteção cobrem apenas um braço, do pulso ao cotovelo, em conjunto com uma única joelheira. Provavelmente deste modo pretendia-se mostrar a complementaridade dos dois jogadores, por forma a que pudessem existir como par. Mantos grosseiros de algodão, eram mantidos nas suas posições com cordas ou faixas. A cobertura simples atualmente sobre as cabeças sugere que estes figurinos podem ter exibido chapéus (ou capacetes) muito elaborados, entretanto desaparecidos.
Outros figurinos, encontrados sobretudo em Jalisco, México, mostram jogadores de bola sentados, ao estilo Etzatlán de Jalisco, segurando uma grande bola. A cerâmica escultórica de Jalisco era usada em oferendas funerárias nos túmulos de membros de famílias importantes. Conjectura-se que as representações de jogadores de bola destinavam-se a acompanhar o enterro de um homem que havia sido um jogador exímio.